# Anthophila latarniki
Anthophila latarniki is een vlinder uit de familie glittermotten (Choreutidae). De wetenschappelijke naam van deze soort is voor het eerst geldig gepubliceerd in 2010 door Guillermet.
De soort komt voor in tropisch Afrika.